# Бромо(пентакарбонил)рений
Бромо(пентакарбонил)рений — металлоорганическое соединение,
карбонильный комплекс рения
состава Re(CO)5Br,
белые кристаллы.

## Получение
- Реакция раствора брома и суспензии декакарбонилдирения в тетрахлорметане:

{\displaystyle {\mathsf {Re_{2}(CO)_{10}+Br_{2}\ {\xrightarrow {0^{o}C}}\ 2Re(CO)_{5}Br}}}

## Применение
- Реакция бромо(пентакарбонил)рения и циклопентадиенилталлия в тетрагидрофуране получают трикарбонил(циклопентадиенил)рений:

{\displaystyle {\mathsf {ReBr(CO)_{5}+TlC_{5}H_{5}\ {\xrightarrow {70^{o}C}}\ Re(C_{5}H_{5})(CO)_{3}+2CO+TlBr}}}

## Физические свойства
Бромо(пентакарбонил)рений образует белые кристаллы, которые
плохо растворяются в петролейном эфире,
хорошо растворяются в полярных растворителях: дихлорметане, тетрагидрофуране.
Возгоняется в высоком вакууме при 60°С.